# 우리 사이의 거대한 산
《우리 사이의 거대한 산》(영어: The Mountain Between Us)은 2017년 개봉한 미국의 재난 로맨스 영화로, 찰스 마틴의 동명 소설이 원작이다. 하니 아부 아사드 감독이 연출하고 이드리스 엘바, 케이트 윈슬렛이 출연한다. 2017 토론토 국제 영화제에서 상영되었다. 대한민국에선 제22회 부산영화제 선을 보였다.

## 출연진
- 이드리스 엘바 - 벤 페인 박사
- 케이트 윈슬렛 - 알렉스 마틴
- 더모트 멀로니 - 알렉스의 약혼남
- 왈리드 주아이터
- 보 브리지스